# Liste der Kulturdenkmäler in Bad Sooden-Allendorf
Die folgende Liste enthält die in der Denkmaltopographie ausgewiesenen Kulturdenkmäler auf dem Gebiet  der  Stadt Bad Sooden-Allendorf, Werra-Meißner-Kreis, Hessen.
Hinweis: Die Reihenfolge der Denkmäler in dieser Liste orientiert sich zunächst an Stadtteilen und anschließend der Anschrift, alternativ ist sie auch nach der Bezeichnung, der vom Landesamt für Denkmalpflege vergebenen Nummer oder der Bauzeit sortierbar.
Kulturdenkmäler werden fortlaufend im Denkmalverzeichnis des Landes Hessen durch das Landesamt für Denkmalpflege Hessen auf Basis des Hessischen Denkmalschutzgesetzes (HDSchG) geführt. Die Schutzwürdigkeit eines Kulturdenkmals hängt nicht von der Eintragung in das Denkmalverzeichnis des Landes Hessen oder der Veröffentlichung in der Denkmaltopographie ab.

Das Vorhandensein oder Fehlen eines Objekts in dieser Liste ist keine rechtsverbindliche Auskunft darüber, ob es Kulturdenkmal ist oder nicht: Diese Liste entspricht möglicherweise nicht dem aktuellen Stand der offiziellen Denkmaltopographie. Diese ist für Hessen in den entsprechenden Bänden der Denkmaltopographie Bundesrepublik Deutschland und im Internet unter DenkXweb – Kulturdenkmäler in Hessen einsehbar. Auch diese Quellen sind, obwohl sie durch das Landesamt für Denkmalpflege Hessen aktualisiert werden, nicht immer aktuell, da es im Denkmalbestand immer wieder Änderungen gibt.
Eine verbindliche Auskunft erteilt allein das Landesamt für Denkmalpflege Hessen.
Nutze diese Kartenansicht, um Koordinaten in der Liste zu setzen. In dieser Kartenansicht sind Kulturdenkmale ohne Koordinaten mit einem roten bzw. orangen Marker dargestellt und können in der Karte gesetzt werden. Kulturdenkmale ohne Bild sind mit einem blauen bzw. roten Marker gekennzeichnet, Kulturdenkmale mit Bild mit einem grünen bzw. orangen Marker.

## Gesamtanlagen
| Bild            | Bezeichnung                                       | Lage | Beschreibung | Bauzeit | Objekt-Nr. |
| --------------- | ------------------------------------------------- | --- | ------------ | ------- | ---------- |
| weitere Bilder  | Gesamtanlage I Altstadt                           | Allendorf: Altstadtbereich innerhalb der Stadtmauer, sowie die Bereiche um Fischerstad, Hinter der Mauer und der Friedhof Lage                                                                                         |              |         | 39986 DDB  |
| Bild gesucht BW | Gesamtanlage II Waldisstraße                      | Allendorf Lage |              |         | 40304 DDB  |
| Bild gesucht BW | Gesamtanlage I Hilgershausen                      | Hilgershausen: Flachsbartstraße 1–27, 2–12; Im Dreschborn 1–5, 2–8; Im Winkel 1, 2; Oberrieder Straße 5–21, 6–20 Lage                                                                                                  |              |         | 40404 DDB  |
| Bild gesucht BW | Gesamtanlage Kammerbach                           | Kammerbach: Am Dorfplatz 1–8; Am Schulbrunnen 1–5; An der Hufe 1–11, 2–12; Im Kammerbach 1–7, 2; Kasseler Straße 2–14; 3–11; Kohlenstraße 1–19, 2–12; Zum Wahlenberg 1–5, 2–24 Lage                                    |              |         | 40626 DDB  |
| Bild gesucht BW | Gesamtanlage Kleinvach                            | Kleinvach: Auf dem Kreuzweg 2a; Brückenstraße 5–7; Fährgasse 1, 2–4; Hinter den Gärten 2–6; Hörnestraße 1–23, 2–42 Lage                                                                                                |              |         | 40660 DDB  |
| Bild gesucht BW | Gesamtanlage Orferode                             | Orferode: Berghofstraße 1–13, 2–10; Dohlsbachstraße 1–7, 2–8; Hauptstraße 1–13, 6–20; Hinter der Kirche 1–3, 2–18; Joggeliweg 1–3, 2; Lehmkaute 1, 2–14; Martinstraße 1–11, 2–8; Stadtweg 1–3, 2–4; Talweg 1–3, 2 Lage |              |         | 40518 DDB  |
| weitere Bilder  | Gesamtanlage I Altstadt                           | Sooden Lage |              |         | 40752 DDB  |
| Bild gesucht BW | Gesamtanlage II Gründerzeitliche Stadterweiterung | Sooden Lage |              |         | 40846 DDB  |

## Kulturdenkmäler in der Kernstadt

### Allendorf
| Bild                                                     | Bezeichnung                                              | Lage | Beschreibung | Bauzeit | Objekt-Nr. |
| -------------------------------------------------------- | -------------------------------------------------------- | --- | --- | ------- | ---------- |
| weitere Bilder                                           | Doppelwohnhaus                                           | Ackerstraße 1/3 LageFlur: 14, Flurstück: 270, 271 | |         | 40751 DDB  |
| weitere Bilder                                           | Wohnhaus                                                 | Ackerstraße 5 LageFlur: 14, Flurstück: 267/1 | |         | 39989 DDB  |
| weitere Bilder                                           | Wohnhaus                                                 | Ackerstraße 6 LageFlur: 15, Flurstück: 4/1 | |         | 39990 DDB  |
| weitere Bilder                                           | Wohnhaus                                                 | Ackerstraße 7 LageFlur: 14, Flurstück: 266/1 | |         | 39991 DDB  |
| weitere Bilder                                           | Wohnhaus                                                 | Ackerstraße 9 LageFlur: 14, Flurstück: 265 | |         | 39992 DDB  |
| weitere Bilder                                           | Wohnhaus                                                 | Ackerstraße 10 LageFlur: 15, Flurstück: 21/1 | |         | 39993 DDB  |
| weitere Bilder                                           | Wohnhaus                                                 | Ackerstraße 11 LageFlur: 14, Flurstück: 264/1 | |         | 39994 DDB  |
| weitere Bilder                                           | Wohnhaus                                                 | Ackerstraße 13 LageFlur: 14, Flurstück: 260/1 | |         | 39995 DDB  |
| weitere Bilder                                           | Wohnhaus                                                 | Ackerstraße 14 LageFlur: 15, Flurstück: 21/4 | |         | 39996 DDB  |
| weitere Bilder                                           | Wohnhaus                                                 | Ackerstraße 15 LageFlur: 14, Flurstück: 256/2 | |         | 39997 DDB  |
| weitere Bilder                                           | Wohnhaus                                                 | Ackerstraße 16/18 LageFlur: 15, Flurstück: 22, 24/1 | |         | 39998 DDB  |
| weitere Bilder                                           | Wohnhaus                                                 | Ackerstraße 17 LageFlur: 14, Flurstück: 258 | | Um 1750 | 39999 DDB  |
| weitere Bilder                                           | Wohnhaus                                                 | Ackerstraße 19 LageFlur: 14, Flurstück: 257 | |         | 40000 DDB  |
| weitere Bilder                                           | Wohnhaus                                                 | Ackerstraße 20 LageFlur: 15, Flurstück: 31 | |         | 40001 DDB  |
| weitere Bilder                                           | Wohnhaus                                                 | Ackerstraße 21 LageFlur: 14, Flurstück: 256/3 | |         | 40002 DDB  |
| weitere Bilder                                           | Wohnhaus                                                 | Ackerstraße 22 LageFlur: 15, Flurstück: 32 | |         | 40003 DDB  |
| weitere Bilder                                           | Wohnhaus                                                 | Ackerstraße 28 LageFlur: 15, Flurstück: 40 | |         | 40004 DDB  |
| weitere Bilder                                           | Wohnhaus                                                 | Ackerstraße 32 LageFlur: 15, Flurstück: 42 | |         | 40005 DDB  |
| weitere Bilder                                           | Wohnhaus                                                 | Ackerstraße 33 LageFlur: 14, Flurstück: 242/2 | |         | 40007 DDB  |
| weitere Bilder                                           | Wohnhaus                                                 | Ackerstraße 34 LageFlur: 15, Flurstück: 43 | |         | 40006 DDB  |
| weitere Bilder                                           | Wohnhaus                                                 | Ackerstraße 38 LageFlur: 15, Flurstück: 45/1 | |         | 40008 DDB  |
| weitere Bilder                                           | Wohnhaus                                                 | Ackerstraße 40 LageFlur: 15, Flurstück: 48/7 | | 1774    | 40009 DDB  |
| weitere Bilder                                           | Wohnhaus                                                 | Ackerstraße 42 LageFlur: 15, Flurstück: 50 | | Um 1780 | 40010 DDB  |
| weitere Bilder                                           | Wohnhaus                                                 | Ackerstraße 43 LageFlur: 15, Flurstück: 231 | |         | 40011 DDB  |
| weitere Bilder                                           | Wohnhaus                                                 | Ackerstraße 44 LageFlur: 15, Flurstück: 51 | |         | 40012 DDB  |
| weitere Bilder                                           | Wohnhaus                                                 | Ackerstraße 46 LageFlur: 15, Flurstück: 54 | |         | 40013 DDB  |
| weitere Bilder                                           | Wohnhaus                                                 | Ackerstraße 47 LageFlur: 14, Flurstück: 226 | |         | 40014 DDB  |
| weitere Bilder                                           | Wohnhaus                                                 | Ackerstraße 49 LageFlur: 14, Flurstück: 225 | | Um 1680 | 40015 DDB  |
| weitere Bilder                                           | Wohnhaus                                                 | Ackerstraße 51 LageFlur: 14, Flurstück: 224 | |         | 40016 DDB  |
| weitere Bilder                                           | Wohnhaus                                                 | Ackerstraße 52 LageFlur: 15, Flurstück: 57 | |         | 40017 DDB  |
| weitere Bilder                                           | Wohnhaus                                                 | Ackerstraße 53/55 LageFlur: 14, Flurstück: 219 | |         | 40018 DDB  |
| weitere Bilder                                           | Wohnhaus                                                 | Ackerstraße 54 LageFlur: 15, Flurstück: 60 | | Um 1730 | 40019 DDB  |
| weitere Bilder                                           | Wohnhaus                                                 | Ackerstraße 57 LageFlur: 14, Flurstück: 218 | |         | 40020 DDB  |
| weitere Bilder                                           | Wohnhaus                                                 | Ackerstraße 58 LageFlur: 15, Flurstück: 63 | |         | 40021 DDB  |
| weitere Bilder                                           | Wohnhaus                                                 | Ackerstraße 59 LageFlur: 14, Flurstück: 217 | |         | 40022 DDB  |
| weitere Bilder                                           | Wohnhaus                                                 | Ackerstraße 60 LageFlur: 15, Flurstück: 64 | |         | 40023 DDB  |
| weitere Bilder                                           | Wohnhaus                                                 | Ackerstraße 62 LageFlur: 14, Flurstück: 211 | |         | 40024 DDB  |
| weitere Bilder                                           | Wohnhaus                                                 | Ackerstraße 69 LageFlur: 14, Flurstück: 171 | |         | 40025 DDB  |
| weitere Bilder                                           | Wohnhaus                                                 | Ackerstraße 74 LageFlur: 14, Flurstück: 198 | |         | 40026 DDB  |
| weitere Bilder                                           | Wohnhaus                                                 | Ackerstraße 75 LageFlur: 14, Flurstück: 176 | |         | 40027 DDB  |
| weitere Bilder                                           | Wohnhaus                                                 | Ackerstraße 76 LageFlur: 14, Flurstück: 194 | |         | 40028 DDB  |
| weitere Bilder                                           | Wohnhaus                                                 | Ackerstraße 77 LageFlur: 14, Flurstück: 179/1 | |         | 40029 DDB  |
| weitere Bilder                                           | Wohnhaus                                                 | Ackerstraße 78 LageFlur: 14, Flurstück: 193 | |         | 40031 DDB  |
| weitere Bilder                                           | Wohnhaus                                                 | Ackerstraße 79 LageFlur: 14, Flurstück: 180 | |         | 40030 DDB  |
| weitere Bilder                                           | Wohnhaus                                                 | Ackerstraße 81 LageFlur: 14, Flurstück: 181 | |         | 40034 DDB  |
| weitere Bilder                                           | Wohnhaus                                                 | Ackerstraße 82 LageFlur: 14, Flurstück: 185 | |         | 40032 DDB  |
| weitere Bilder                                           | Wohnhaus                                                 | Ackerstraße 83 LageFlur: 14, Flurstück: 182 | |         | 40035 DDB  |
| weitere Bilder                                           | Wohn- und Geschäftshaus                                  | Ackerstraße 84 LageFlur: 14, Flurstück: 186 | |         | 40033 DDB  |
| weitere Bilder                                           | Wohnhaus                                                 | Ackerstraße 85 LageFlur: 14, Flurstück: 183/2 | |         | 40036 DDB  |
| weitere Bilder                                           | Schlagd                                                  | Alleerasen LageFlur: 9, Flurstück: 40/1 | |         | 40309 DDB  |
| Brücke                                                   | Brücke                                                   | Alte Hainsbach (bei Kalkweg 9) LageFlur: 18, Flurstück: 244/1 | |         | 40320 DDB  |
| Friedhof                                                 | Friedhof                                                 | Am Huhngraben, Steintor 4, Steintor 2 LageFlur: 10, Flurstück: 57/1, 58/1, 59, 60, 61/1, 62/1, 63/1 | |         | 40055 DDB  |
| weitere Bilder                                           | Wohnhaus                                                 | Am Plan 1 LageFlur: 10, Flurstück: 6 | |         | 40048 DDB  |
| weitere Bilder                                           | Wohnhaus                                                 | Am Plan 2 LageFlur: 14, Flurstück: 191 | |         | 40049 DDB  |
| Wohnhaus                                                 | Wohnhaus                                                 | Am Plan 3 LageFlur: 14, Flurstück: 190 | |         | 40050 DDB  |
| weitere Bilder                                           | Wohnhaus                                                 | Am Plan 7 LageFlur: 14, Flurstück: 18 | |         | 40051 DDB  |
| weitere Bilder                                           | Wohnhaus                                                 | Am Plan 8 LageFlur: 14, Flurstück: 17 | |         | 40053 DDB  |
| weitere Bilder                                           | Wohnhaus                                                 | Am Plan 9 LageFlur: 10, Flurstück: 44/2 | |         | 40052 DDB  |
| weitere Bilder                                           | Wohnhaus                                                 | Am Plan 10, Steinstraße 18 LageFlur: 10, Flurstück: 43/4 | |         | 40054 DDB  |
| Bild gesucht BW                                          | Sachgesamtheit Barockgärten: Gartenportal (A12)          | Am Rockenrodts-Weg LageFlur: 19, Flurstück: 5 | |         | 41066 DDB  |
| weitere Bilder                                           | Sachgesamtheit Stadtmauer                                | Am Stadtgraben, Vor dem Steintor, Steintor 1, Sickenberger Straße 4a, Sickenberger Straße 2, Hinter der Stadt, Hinter der Schule, Hinter der Mauer 13, Hinter der Mauer, Gartenstraße 28, Gartenstraße 26, Gartenstraße 24, Asbacher Landstraße 2, Am Huhngraben, LageFlur: 10, 13, 14, 15, 16, Flurstück: 48, 23/4, 26/1, 59/13, 59/6, 11/1, 12/2, 14/5, 14/6, 16/2, 16/3, 16/4, 2/1, 8/43, 161/2, 162, 184, 219, 268/2, 268/3, 33/1, 33/2 | Reste der Ringmauer aus der ersten Hälfte des 13. Jh. erhalten. Alle drei Tore sind abgegangen. Von ursprünglich sechs Türmen sind erhalten: Turmstümpfe Hinter der Mauer, oberhalb des Fischerstad, in der Nähe der Stadtkirche, im Bereich der Gartenstraße, am Rathof, an der Waldisstraße, Rundturm, sogenannter Diebesturm                                                                            |         | 39987 DDB  |
| Bild gesucht BW                                          | Sachgesamtheit Barockgärten: Gartenhaus (B2)             | Asbacher Landstraße 35 LageFlur: 19, Flurstück: 334 | |         | 41073 DDB  |
| Bild gesucht BW                                          | Sachgesamtheit Barockgärten: Gartenhaus (B4)             | Asbacher Landstraße 37 LageFlur: 19, Flurstück: 336 | |         | 41075 DDB  |
| Bild gesucht BW                                          | 15 Grenzsteine, Soodholz                                 | Auf dem Gottestal, In der Herrnluck, Huhngraben LageFlur: 45, 46, 47, Flurstück: 4, 5, 9/1, 1/1, 1 | |         | 41607 DDB  |
| Bild gesucht BW                                          | Sachgesamtheit Barockgärten: Gartenportal (A10)          | Auf dem Wassergraben LageFlur: 19, Flurstück: 52 | |         | 41064 DDB  |
| Bild gesucht BW                                          | Sachgesamtheit Barockgärten: Gartenportal (A11)          | Auf dem Wassergraben LageFlur: 19, Flurstück: 49 | |         | 41065 DDB  |
| Sachgesamtheit Barockgärten: Gartenhaus mit Robinie (B3) | Sachgesamtheit Barockgärten: Gartenhaus mit Robinie (B3) | Auf dem Wassergraben (an Asbacher Landstraße) LageFlur: 13, Flurstück: 47/2 | |         | 41074 DDB  |
| weitere Bilder                                           | Ehemaliges Wegegeldhäuschen                              | Bahnhofstraße 2 LageFlur: 8, Flurstück: 10/6 | |         | 40310 DDB  |
| weitere Bilder                                           | Villa                                                    | Bahnhofstraße 5/7 LageFlur: 6, Flurstück: 8, 9/6 | |         | 40311 DDB  |
| weitere Bilder                                           | Wohnhaus                                                 | Bahnhofstraße 6 LageFlur: 15, Flurstück: 257/1 | |         | 40056 DDB  |
| weitere Bilder                                           | Fabrik                                                   | Bahnhofstraße 11 LageFlur: 9, Flurstück: 36/1 | |         | 40312 DDB  |
| weitere Bilder                                           | Wohnhaus                                                 | Bahnhofstraße 12 LageFlur: 15, Flurstück: 259/1 | |         | 40057 DDB  |
| weitere Bilder                                           | Wohnhaus                                                 | Bahnhofstraße 17 LageFlur: 15, Flurstück: 254 | |         | 40058 DDB  |
| weitere Bilder                                           | Wohnhaus                                                 | Bahnhofstraße 19 LageFlur: 15, Flurstück: 253 | |         | 40059 DDB  |
| weitere Bilder                                           | Wohnhaus                                                 | Bahnhofstraße 21 LageFlur: 15, Flurstück: 251/1 | |         | 40060 DDB  |
| weitere Bilder                                           | Wohnhaus                                                 | Bahnhofstraße 23 LageFlur: 15, Flurstück: 249 | |         | 40061 DDB  |
| Bild gesucht BW                                          | 32 Grenzsteine                                           | Brückenbach LageFlur: 56, Flurstück: 73 | |         | 41596 DDB  |
| Bild gesucht BW                                          | Sachgesamtheit Barockgärten: Gartenhaus (B5)             | Bürgerwiese LageFlur: 17, Flurstück: 35/1 | |         | 41076 DDB  |
| Bild gesucht BW                                          | Sachgesamtheit Barockgärten: Gartenportal (A15)          | Bürgerwiese LageFlur: 17, Flurstück: 37/1 | |         | 41056 DDB  |
| Bild gesucht BW                                          | Sachgesamtheit Barockgärten: Gartenportal (A16)          | Bürgerwiese LageFlur: 17, Flurstück: 36 | |         | 41069 DDB  |
| Bild gesucht BW                                          | Sachgesamtheit Barockgärten: Gartenportal (A14)          | Eichweg 1 LageFlur: 18, Flurstück: 203/1 | |         | 41068 DDB  |
| Gärten                                                   | Gärten                                                   | Fischerstad, Bahnhofstraße 17 LageFlur: 15, Flurstück: 175, 176, 179, 180, 183, 185, 188/1, 188/2, 191, 192, 196, 197, 200, 201, 204, 205, 208, 209, 212, 213, 216, 218, 254 | |         | 40062 DDB  |
| weitere Bilder                                           | Wirtschaftsgebäude                                       | Fischerstad 1, Fischerstad LageFlur: 15, Flurstück: 255/1, 255/2 | |         | 40063 DDB  |
| weitere Bilder                                           | Wohnhaus                                                 | Fischerstad 3 LageFlur: 15, Flurstück: 215/1 | |         | 40064 DDB  |
| weitere Bilder                                           | Wohnhaus                                                 | Fischerstad 4 LageFlur: 15, Flurstück: 214 | |         | 40065 DDB  |
| weitere Bilder                                           | Wohnhaus                                                 | Fischerstad 5 LageFlur: 15, Flurstück: 211 | |         | 40066 DDB  |
| weitere Bilder                                           | Wohnhaus                                                 | Fischerstad 6 LageFlur: 15, Flurstück: 210 | |         | 40067 DDB  |
| Bild gesucht BW                                          | Wohnhaus                                                 | Fischerstad 7 LageFlur: 15, Flurstück: 207/1 | |         | 40068 DDB  |
| weitere Bilder                                           | Wohnhaus                                                 | Fischerstad 8 LageFlur: 15, Flurstück: 206 | |         | 40069 DDB  |
| weitere Bilder                                           | Wohnhaus                                                 | Fischerstad 10 LageFlur: 15, Flurstück: 202 | |         | 40070 DDB  |
| weitere Bilder                                           | Wohnhaus                                                 | Fischerstad 12 LageFlur: 15, Flurstück: 198 | |         | 40071 DDB  |
| weitere Bilder                                           | Wohnhaus                                                 | Fischerstad 13 LageFlur: 15, Flurstück: 195 | |         | 40072 DDB  |
| weitere Bilder                                           | Wohnhaus                                                 | Fischerstad 14 LageFlur: 15, Flurstück: 193/1 | |         | 40073 DDB  |
| weitere Bilder                                           | Wohnhaus                                                 | Fischerstad 15 LageFlur: 15, Flurstück: 190/1 | |         | 40074 DDB  |
| weitere Bilder                                           | Wohnhaus                                                 | Fischerstad 16 LageFlur: 15, Flurstück: 187/2 | |         | 40075 DDB  |
| weitere Bilder                                           | Wohnhaus                                                 | Fischerstad 17 LageFlur: 15, Flurstück: 187/1 | |         | 40076 DDB  |
| weitere Bilder                                           | Wohnhaus                                                 | Fischerstad 18 LageFlur: 15, Flurstück: 186/1 | |         | 40077 DDB  |
| weitere Bilder                                           | Wohnhaus                                                 | Fischerstad 22 LageFlur: 15, Flurstück: 174, 177 | |         | 40078 DDB  |
| weitere Bilder                                           | Wirtschaftsgebäude                                       | Fischerstad 23 LageFlur: 15, Flurstück: 172/1 | |         | 40079 DDB  |
| weitere Bilder                                           | Wohnhaus                                                 | Franzrasen 1 LageFlur: 9, Flurstück: 30 | |         | 40313 DDB  |
| weitere Bilder                                           | Wohnhaus                                                 | Franzrasen 2 LageFlur: 9, Flurstück: 31 | |         | 40314 DDB  |
| weitere Bilder                                           | Wohnhaus                                                 | Franzrasen 3 LageFlur: 9, Flurstück: 29/1 | |         | 40315 DDB  |
| Bild gesucht BW                                          | Schleuse                                                 | Franzrasen 7, Fischerwerth LageFlur: 9, Flurstück: 19/1, 53 | Schleusenanlage mit Schleusenhaus |         | 40316 DDB  |
| weitere Bilder                                           | Mühlenanlage und Brücke                                  | Franzrasen 8, Fischerwerth LageFlur: 9, Flurstück: 24/2, 45/1 | |         | 40317 DDB  |
| Bild gesucht BW                                          | Sachgesamtheit Barockgärten: Gartenhaus (B1)             | Hainsbachweg 1 LageFlur: 19, Flurstück: 50/2 | |         | 41072 DDB  |
| Bild gesucht BW                                          | Sachgesamtheit Barockgärten: Gartenportal (A8)           | Hainsbachweg 1 LageFlur: 19, Flurstück: 50/2 | |         | 41062 DDB  |
| Bild gesucht BW                                          | Sachgesamtheit Barockgärten: Gartenportal (A9)           | Hainsbachweg 1 LageFlur: 19, Flurstück: 50/1 | |         | 41063 DDB  |
| Bild gesucht BW                                          | Sachgesamtheit Barockgärten: Steintisch, Steinbank (C2)  | Hainsbachweg 2 LageFlur: 13, Flurstück: 44/7 | |         | 41078 DDB  |
| Bild gesucht BW                                          | Sachgesamtheit Barockgärten: Gartenportal (A7)           | Hainsbachweg 2 LageFlur: 13, Flurstück: 44/7 | |         | 41061 DDB  |
| Bild gesucht BW                                          | Rotenburger Quart, 8 Grenzsteine (7)                     | Halbemark, Große Hain LageFlur: 55, Flurstück: 17, 37 | |         | 41669 DDB  |
| weitere Bilder                                           | Wirtschaftsgebäude                                       | Hinter der Mauer 1 LageFlur: 15, Flurstück: 246 | |         | 40080 DDB  |
| weitere Bilder                                           | Lagergebäude                                             | Hinter der Mauer 3 LageFlur: 15, Flurstück: 245 | |         | 40081 DDB  |
| weitere Bilder                                           | Lagergebäude                                             | Hinter der Mauer 7 LageFlur: 15, Flurstück: 243/1 | |         | 40082 DDB  |
| weitere Bilder                                           | Wirtschaftsgebäude                                       | Hinter der Mauer 9 LageFlur: 15, Flurstück: 240 | |         | 40083 DDB  |
| weitere Bilder                                           | Wirtschaftsgebäude                                       | Hinter der Mauer 11 LageFlur: 15, Flurstück: 242 | |         | 40084 DDB  |
| weitere Bilder                                           | Speicherbauten                                           | Hinter der Mauer 44, 46/48 LageFlur: 15, Flurstück: 152/6, 154/5 | |         | 40085 DDB  |
| weitere Bilder                                           | Wirtschaftsgebäude                                       | Hinter der Mauer 50 LageFlur: 15, Flurstück: 155 | |         | 40086 DDB  |
| Bild gesucht BW                                          | Sachgesamtheit Barockgärten: Gartenportal (A2)           | Hinter der Stadt (Am Diebesturm) LageFlur: 14, Flurstück: 2/1 | |         | 41071 DDB  |
| weitere Bilder                                           | Wohnhaus                                                 | Hohlgasse 3 LageFlur: 15, Flurstück: 86 | |         | 40087 DDB  |
| weitere Bilder                                           | Wohnhaus                                                 | Hohlgasse 4/6 LageFlur: 15, Flurstück: 79/7 | |         | 40088 DDB  |
| weitere Bilder                                           | Wohnhaus                                                 | Hohlgasse 5 LageFlur: 15, Flurstück: 85 | |         | 40089 DDB  |
| weitere Bilder                                           | Wohnhaus                                                 | Hohlgasse 9 LageFlur: 15, Flurstück: 74 | |         | 40090 DDB  |
| weitere Bilder                                           | Wohnhaus                                                 | Hohlgasse 13 LageFlur: 15, Flurstück: 70 | |         | 40091 DDB  |
| weitere Bilder                                           | Wohnhaus                                                 | Hohlgasse 15 LageFlur: 15, Flurstück: 67 | |         | 40092 DDB  |
| Bild gesucht BW                                          | Wohnhaus                                                 | Hohlgasse 16 LageFlur: 14, Flurstück: 163 | |         | 40093 DDB  |
| weitere Bilder                                           | Wohnhaus                                                 | Hohlgasse 17 LageFlur: 15, Flurstück: 66 | |         | 40094 DDB  |
| weitere Bilder                                           | Wohnhaus                                                 | Hohlgasse 18 LageFlur: 14, Flurstück: 160 | |         | 40095 DDB  |
| Bild gesucht BW                                          | Centstein                                                | Horst LageFlur: 55, Flurstück: 14/1 | |         | 41588 DDB  |
| Bild gesucht BW                                          | Brunnenkammer                                            | In dem Finstertal LageFlur: 18, Flurstück: 107/1 | |         | 40319 DDB  |
| Bild gesucht BW                                          | Wohnhaus                                                 | Kalkweg 24 LageFlur: 17, Flurstück: 22/6 | |         | 40318 DDB  |
| weitere Bilder                                           | Evangelische Kirche St. Crucis                           | Kirchplatz 1 LageFlur: 10, Flurstück: 31 | |         | 40096 DDB  |
| weitere Bilder                                           | Wohnhaus                                                 | Kirchplatz 3 LageFlur: 10, Flurstück: 34/3 | |         | 40097 DDB  |
| weitere Bilder                                           | Wohnhaus                                                 | Kirchplatz 4 LageFlur: 10, Flurstück: 28 | |         | 40098 DDB  |
| weitere Bilder                                           | Wohnhaus                                                 | Kirchplatz 5 LageFlur: 10, Flurstück: 28 | |         | 40099 DDB  |
| weitere Bilder                                           | Wohnhaus                                                 | Kirchplatz 6 LageFlur: 10, Flurstück: 26/3 | |         | 40100 DDB  |
| weitere Bilder                                           | Wohnhaus                                                 | Kirchstraße 2 LageFlur: 10, Flurstück: 21/1 | |         | 40101 DDB  |
| weitere Bilder                                           | Wohnhaus                                                 | Kirchstraße 3 LageFlur: 10, Flurstück: 25/4 | |         | 40106 DDB  |
| weitere Bilder                                           | Wohnhaus                                                 | Kirchstraße 5 LageFlur: 10, Flurstück: 24/3 | |         | 40107 DDB  |
| weitere Bilder                                           | Wohnhaus                                                 | Kirchstraße 6 LageFlur: 10, Flurstück: 22/1 | |         | 40102 DDB  |
| weitere Bilder                                           | Wohnhaus                                                 | Kirchstraße 8 LageFlur: 10, Flurstück: 23/1 | |         | 40103 DDB  |
| weitere Bilder                                           | Wohnhaus                                                 | Kirchstraße 11 LageFlur: 15, Flurstück: 267/2 | |         | 40108 DDB  |
| weitere Bilder                                           | Wohnhaus                                                 | Kirchstraße 12 LageFlur: 15, Flurstück: 89/2 | |         | 40104 DDB  |
| weitere Bilder                                           | Wohnhaus                                                 | Kirchstraße 13 LageFlur: 15, Flurstück: 266 | |         | 40109 DDB  |
| weitere Bilder                                           | Wohnhaus                                                 | Kirchstraße 14 LageFlur: 15, Flurstück: 90 | |         | 40105 DDB  |
| weitere Bilder                                           | Wohnhaus                                                 | Kirchstraße 15 LageFlur: 15, Flurstück: 265/1 | |         | 40110 DDB  |
| weitere Bilder                                           | Wohnhaus                                                 | Kirchstraße 16 LageFlur: 15, Flurstück: 91 | |         | 40111 DDB  |
| weitere Bilder                                           | Wohnhaus                                                 | Kirchstraße 18 LageFlur: 15, Flurstück: 92/1 | |         | 40112 DDB  |
| weitere Bilder                                           | Wohnhaus                                                 | Kirchstraße 20 LageFlur: 15, Flurstück: 95/4 | |         | 40113 DDB  |
| weitere Bilder                                           | Wohnhaus                                                 | Kirchstraße 21 LageFlur: 15, Flurstück: 262/4 | |         | 40121 DDB  |
| weitere Bilder                                           | Wohnhaus                                                 | Kirchstraße 22 LageFlur: 15, Flurstück: 96 | |         | 40114 DDB  |
| weitere Bilder                                           | Wohnhaus                                                 | Kirchstraße 23 LageFlur: 15, Flurstück: 261/1 | |         | 40122 DDB  |
| weitere Bilder                                           | Wohnhaus                                                 | Kirchstraße 24 LageFlur: 15, Flurstück: 97 | |         | 40115 DDB  |
| weitere Bilder                                           | Wohn- und Geschäftshaus                                  | Kirchstraße 25 LageFlur: 15, Flurstück: 260 | |         | 40123 DDB  |
| weitere Bilder                                           | Wohnhaus                                                 | Kirchstraße 26 LageFlur: 15, Flurstück: 101 | |         | 40116 DDB  |
| weitere Bilder                                           | Wohn- und Geschäftshaus                                  | Kirchstraße 27 LageFlur: 15, Flurstück: 247 | |         | 40124 DDB  |
| weitere Bilder                                           | Wohnhaus                                                 | Kirchstraße 28 LageFlur: 15, Flurstück: 100 | |         | 40117 DDB  |
| weitere Bilder                                           | Wohnhaus, sogenanntes Bürgersches Haus                   | Kirchstraße 29 LageFlur: 15, Flurstück: 246 | |         | 40125 DDB  |
| weitere Bilder                                           | Wohnhaus                                                 | Kirchstraße 30 LageFlur: 15, Flurstück: 102/1 | |         | 40118 DDB  |
| weitere Bilder                                           | Wohn- und Geschäftshaus                                  | Kirchstraße 31 LageFlur: 15, Flurstück: 239 | |         | 40126 DDB  |
| weitere Bilder                                           | Wohn- und Geschäftshaus                                  | Kirchstraße 32 LageFlur: 15, Flurstück: 106 | |         | 40119 DDB  |
| weitere Bilder                                           | Wohn- und Geschäftshaus                                  | Kirchstraße 33 LageFlur: 15, Flurstück: 238 | |         | 40127 DDB  |
| weitere Bilder                                           | Wohn- und Geschäftshaus                                  | Kirchstraße 34 LageFlur: 15, Flurstück: 107/1 | |         | 40120 DDB  |
| weitere Bilder                                           | Wohn- und Geschäftshaus                                  | Kirchstraße 35 LageFlur: 15, Flurstück: 237 | |         | 40128 DDB  |
| weitere Bilder                                           | Wohn- und Geschäftshaus                                  | Kirchstraße 37 LageFlur: 15, Flurstück: 236 | |         | 40129 DDB  |
| weitere Bilder                                           | Wohnhaus                                                 | Kirchstraße 38 LageFlur: 15, Flurstück: 126/1 | |         | 40136 DDB  |
| weitere Bilder                                           | Wohn- und Geschäftshaus                                  | Kirchstraße 39 LageFlur: 15, Flurstück: 235/3 | |         | 40130 DDB  |
| weitere Bilder                                           | Wohnhaus                                                 | Kirchstraße 40 LageFlur: 15, Flurstück: 126/2 | |         | 40137 DDB  |
| weitere Bilder                                           | Wohn- und Geschäftshaus                                  | Kirchstraße 41 LageFlur: 15, Flurstück: 234/2 | |         | 40131 DDB  |
| weitere Bilder                                           | Wohnhaus                                                 | Kirchstraße 42 LageFlur: 15, Flurstück: 127 | |         | 40138 DDB  |
| weitere Bilder                                           | Wohn- und Geschäftshaus                                  | Kirchstraße 43 LageFlur: 15, Flurstück: 233/1 | |         | 40132 DDB  |
| weitere Bilder                                           | Wohnhaus                                                 | Kirchstraße 44 LageFlur: 15, Flurstück: 128 | |         | 40139 DDB  |
| weitere Bilder                                           | Wohn- und Geschäftshaus                                  | Kirchstraße 45 LageFlur: 15, Flurstück: 232/1 | |         | 40133 DDB  |
| weitere Bilder                                           | Haus Kraus                                               | Kirchstraße 46 LageFlur: 15, Flurstück: 131 | |         | 40140 DDB  |
| weitere Bilder                                           | Wohnhaus                                                 | Kirchstraße 47 LageFlur: 15, Flurstück: 231 | |         | 40134 DDB  |
| weitere Bilder                                           | Wohnhaus                                                 | Kirchstraße 48 LageFlur: 15, Flurstück: 135/1 | |         | 40141 DDB  |
| weitere Bilder                                           | Wohn- und Geschäftshaus                                  | Kirchstraße 49 LageFlur: 15, Flurstück: 230 | |         | 40135 DDB  |
| weitere Bilder                                           | Wohnhaus                                                 | Kirchstraße 50 LageFlur: 15, Flurstück: 136 | |         | 40142 DDB  |
| weitere Bilder                                           | Wohn- und Geschäftshaus                                  | Kirchstraße 51 LageFlur: 15, Flurstück: 229 | |         | 40145 DDB  |
| weitere Bilder                                           | Wohnhaus                                                 | Kirchstraße 52/54 LageFlur: 15, Flurstück: 138/1, 139/2 | |         | 40143 DDB  |
| weitere Bilder                                           | Wohn- und Geschäftshaus                                  | Kirchstraße 53 LageFlur: 15, Flurstück: 228 | |         | 40146 DDB  |
| weitere Bilder                                           | Wohn- und Geschäftshaus                                  | Kirchstraße 54 LageFlur: 15, Flurstück: 139/1 | |         | 40154 DDB  |
| weitere Bilder                                           | Wohnhaus                                                 | Kirchstraße 55 LageFlur: 15, Flurstück: 227/2 | |         | 40147 DDB  |
| weitere Bilder                                           | Wohnhaus                                                 | Kirchstraße 56 LageFlur: 15, Flurstück: 140/1 | |         | 40155 DDB  |
| weitere Bilder                                           | Wohnhaus                                                 | Kirchstraße 57 LageFlur: 15, Flurstück: 226/1 | |         | 40144 DDB  |
| weitere Bilder                                           | Wohn- und Geschäftshaus                                  | Kirchstraße 58 LageFlur: 15, Flurstück: 141 | |         | 40156 DDB  |
| weitere Bilder                                           | Wohnhaus, sogenanntes Haus Eschstruth                    | Kirchstraße 59 LageFlur: 15, Flurstück: 225/3 | | 1637    | 40148 DDB  |
| weitere Bilder                                           | Wohnhaus                                                 | Kirchstraße 60 LageFlur: 15, Flurstück: 142 | |         | 40157 DDB  |
| weitere Bilder                                           | Wohnhaus                                                 | Kirchstraße 61 LageFlur: 15, Flurstück: 224/1 | |         | 40149 DDB  |
| weitere Bilder                                           | Wohnhaus                                                 | Kirchstraße 63 LageFlur: 15, Flurstück: 223/1 | |         | 40150 DDB  |
| weitere Bilder                                           | Wohnhaus                                                 | Kirchstraße 64 LageFlur: 16, Flurstück: 10/1 | |         | 40158 DDB  |
| weitere Bilder                                           | Wohn- und Geschäftshaus                                  | Kirchstraße 65 LageFlur: 15, Flurstück: 222 | |         | 40151 DDB  |
| weitere Bilder                                           | Wohnhaus                                                 | Kirchstraße 66 LageFlur: 16, Flurstück: 9 | |         | 40159 DDB  |
| weitere Bilder                                           | Wohn- und Geschäftshaus                                  | Kirchstraße 67 LageFlur: 15, Flurstück: 221/1 | |         | 40152 DDB  |
| weitere Bilder                                           | Wohn- und Geschäftshaus                                  | Kirchstraße 69 LageFlur: 15, Flurstück: 220/3 | |         | 40153 DDB  |
| weitere Bilder                                           | Wohnhaus                                                 | Kirchstraße 70 LageFlur: 16, Flurstück: 7 | |         | 40160 DDB  |
| weitere Bilder                                           | Wohnhaus                                                 | Kirchstraße 71 LageFlur: 16, Flurstück: 146/7 | |         | 40164 DDB  |
| weitere Bilder                                           | Wohnhaus                                                 | Kirchstraße 72 LageFlur: 16, Flurstück: 5/2 | |         | 40161 DDB  |
| weitere Bilder                                           | Wohnhaus                                                 | Kirchstraße 73 LageFlur: 16, Flurstück: 149/5 | |         | 40165 DDB  |
| weitere Bilder                                           | Wohnhaus                                                 | Kirchstraße 74 LageFlur: 16, Flurstück: 4/1 | |         | 40162 DDB  |
| weitere Bilder                                           | Wohnhaus                                                 | Kirchstraße 75 LageFlur: 15, Flurstück: 150/1 | |         | 40166 DDB  |
| weitere Bilder                                           | Wohnhaus                                                 | Kirchstraße 77 LageFlur: 15, Flurstück: 151/1 | |         | 40167 DDB  |
| weitere Bilder                                           | Wohnhaus                                                 | Kirchstraße 78 LageFlur: 16, Flurstück: 1/1 | |         | 40163 DDB  |
| weitere Bilder                                           | Stadtpalais, sogenanntes Kregersches Haus                | Kirchstraße 79 LageFlur: 16, Flurstück: 152/4 | |         | 40956 DDB  |
| weitere Bilder                                           | Wohnhaus                                                 | Kirchstraße 81 LageFlur: 15, Flurstück: 153/2 | |         | 40168 DDB  |
| weitere Bilder                                           | Wohnhaus                                                 | Kirchstraße 83 LageFlur: 15, Flurstück: 153/2 | |         | 40171 DDB  |
| weitere Bilder                                           | Wohnhaus                                                 | Kirchstraße 85 LageFlur: 15, Flurstück: 154/3 | |         | 40169 DDB  |
| weitere Bilder                                           | Wohnhaus                                                 | Kirchstraße 87 LageFlur: 15, Flurstück: 154/4 | |         | 40172 DDB  |
| weitere Bilder                                           | Wohnhaus                                                 | Kirchstraße 89 LageFlur: 15, Flurstück: 155 | |         | 40173 DDB  |
| weitere Bilder                                           | Wohnhaus                                                 | Kirchstraße 91 LageFlur: 15, Flurstück: 156/1 | |         | 40170 DDB  |
| weitere Bilder                                           | Wohnhaus                                                 | Kirchstraße 93 LageFlur: 15, Flurstück: 157 | |         | 40174 DDB  |
| weitere Bilder                                           | Wohnhaus                                                 | Kirchstraße 95 LageFlur: 15, Flurstück: 158 | |         | 40175 DDB  |
| weitere Bilder                                           | Wohnhaus                                                 | Kirchstraße 97 LageFlur: 15, Flurstück: 159 | |         | 40176 DDB  |
| Bild gesucht BW                                          | Rundturm                                                 | Klausberg LageFlur: 25, Flurstück: 92/1 | Ehemaliger Richtplatz: Rundturm mit hochliegendem Eingang, Sandsteinmauerwerk, steinerne Kammer mit rundbogigem Abschluss unterhalb des Turms |         | 40325 DDB  |
| Bild gesucht BW                                          | Sachgesamtheit Barockgärten: Steintisch (C1)             | Ludwig-Rehn-Platz LageFlur: 13, Flurstück: 1 | |         | 41077 DDB  |
| Bild gesucht BW                                          | Sachgesamtheit Barockgärten: Gartenportal (A1)           | Ludwig-Rehn-Platz 7 LageFlur: 13, Flurstück: 7 | |         | 41055 DDB  |
| Bild gesucht BW                                          | Sachgesamtheit Barockgärten: Gartenportal (A3)           | Ludwig-Rehn-Straße 2 LageFlur: 13, Flurstück: 8/2 | |         | 41057 DDB  |
| Bild gesucht BW                                          | Sachgesamtheit Barockgärten: Gartenportal (A6)           | Ludwig-Rehn-Straße 6 LageFlur: 13, Flurstück: 10/2 | |         | 41060 DDB  |
| weitere Bilder                                           | Marktbrunnen                                             | Marktplatz LageFlur: 16, Flurstück: 26 | |         | 40037 DDB  |
| weitere Bilder                                           | Wohnhaus                                                 | Marktplatz 1 LageFlur: 15, Flurstück: 11/1 | |         | 40038 DDB  |
| weitere Bilder                                           | Wohnhaus                                                 | Marktplatz 2 LageFlur: 15, Flurstück: 10/1 | |         | 40039 DDB  |
| weitere Bilder                                           | Wohnhaus                                                 | Marktplatz 3 LageFlur: 15, Flurstück: 9/1 | |         | 40040 DDB  |
| weitere Bilder                                           | Wohnhaus                                                 | Marktplatz 4/5 LageFlur: 15, Flurstück: 7, 8 | |         | 40041 DDB  |
| weitere Bilder                                           | Rathaus                                                  | Marktplatz 8 LageFlur: 16, Flurstück: 27 | |         | 40043 DDB  |
| weitere Bilder                                           | Hochzeitshaus                                            | Marktplatz 9 LageFlur: 16, Flurstück: 23 | | 1667/68 | 40044 DDB  |
| weitere Bilder                                           | Wohnhaus                                                 | Marktplatz 11 LageFlur: 16, Flurstück: 22 | |         | 40045 DDB  |
| weitere Bilder                                           | Wohnhaus                                                 | Marktplatz 12 LageFlur: 16, Flurstück: 21 | |         | 40046 DDB  |
| weitere Bilder                                           | Wohnhaus                                                 | Marktplatz 13 LageFlur: 16, Flurstück: 20 | |         | 40047 DDB  |
| weitere Bilder                                           | Wohnhaus                                                 | Mühlgasse 2 LageFlur: 15, Flurstück: 220/5 | |         | 40177 DDB  |
| Bild gesucht BW                                          | Herrenmühle                                              | Mühlrasen 1, Werra, Steinweg 2, Steinweg 1, Steinweg, Mühlrasen LageFlur: 9, 15, Flurstück: 10/1, 50/7, 54/1, 9/2, 164/3, 164/5, 164/6 | |         | 40272 DDB  |
| Bild gesucht BW                                          | Kirchenruine                                             | Oberste Kirche LageFlur: 38, Flurstück: 19 | Kirchenruine der Wüstung Ammicherode |         | 40326 DDB  |
| weitere Bilder                                           | Wohnhaus                                                 | Oberste Straße 1 LageFlur: 14, Flurstück: 87 | |         | 40178 DDB  |
| weitere Bilder                                           | Wohnhaus                                                 | Oberste Straße 5 LageFlur: 14, Flurstück: 84 | |         | 40179 DDB  |
| weitere Bilder                                           | Wohnhaus                                                 | Oberste Straße 17 LageFlur: 14, Flurstück: 77 | |         | 40180 DDB  |
| weitere Bilder                                           | Wohnhaus                                                 | Oberste Straße 18 LageFlur: 14, Flurstück: 111/1 | |         | 40181 DDB  |
| weitere Bilder                                           | Wohnhaus                                                 | Oberste Straße 19 LageFlur: 14, Flurstück: 76 | |         | 40182 DDB  |
| weitere Bilder                                           | Wohnhaus                                                 | Oberste Straße 20 LageFlur: 14, Flurstück: 112 | |         | 40183 DDB  |
| weitere Bilder                                           | Wohnhaus                                                 | Oberste Straße 21 LageFlur: 14, Flurstück: 75 | |         | 40184 DDB  |
| weitere Bilder                                           | Wohnhaus                                                 | Oberste Straße 24 LageFlur: 14, Flurstück: 116/1 | |         | 40185 DDB  |
| weitere Bilder                                           | Wohnhaus                                                 | Oberste Straße 25 LageFlur: 14, Flurstück: 73/2 | |         | 40186 DDB  |
| weitere Bilder                                           | Wohnhaus                                                 | Oberste Straße 27 LageFlur: 14, Flurstück: 72/2 | |         | 40187 DDB  |
| weitere Bilder                                           | Wohnhaus                                                 | Oberste Straße 30/32 LageFlur: 14, Flurstück: 119, 121 | |         | 40188 DDB  |
| weitere Bilder                                           | Wohnhaus                                                 | Oberste Straße 31 LageFlur: 14, Flurstück: 64 | |         | 40189 DDB  |
| weitere Bilder                                           | Wohnhaus                                                 | Oberste Straße 33 LageFlur: 14, Flurstück: 63/1 | |         | 40190 DDB  |
| weitere Bilder                                           | Wohnhaus                                                 | Oberste Straße 34 LageFlur: 14, Flurstück: 122/1 | |         | 40191 DDB  |
| weitere Bilder                                           | Wohnhaus                                                 | Oberste Straße 35 LageFlur: 14, Flurstück: 62 | |         | 40192 DDB  |
| weitere Bilder                                           | Wohnhaus                                                 | Oberste Straße 36 LageFlur: 14, Flurstück: 122/2 | | 1763    | 40194 DDB  |
| weitere Bilder                                           | Wohnhaus                                                 | Oberste Straße 37 LageFlur: 14, Flurstück: 61 | |         | 40193 DDB  |
| weitere Bilder                                           | Wohnhaus                                                 | Oberste Straße 38, Neuer Markt 22 LageFlur: 14, Flurstück: 127, 128, 129 | |         | 40195 DDB  |
| weitere Bilder                                           | Wohnhaus                                                 | Oberste Straße 40/42 LageFlur: 14, Flurstück: 133, 134 | |         | 40196 DDB  |
| weitere Bilder                                           | Wohnhaus                                                 | Oberste Straße 47/49 LageFlur: 14, Flurstück: 54, 55 | |         | 40198 DDB  |
| weitere Bilder                                           | Wohnhaus                                                 | Oberste Straße 48 LageFlur: 14, Flurstück: 141 | |         | 40197 DDB  |
| weitere Bilder                                           | Wohnhaus                                                 | Oberste Straße 50 LageFlur: 14, Flurstück: 142/1 | |         | 40200 DDB  |
| weitere Bilder                                           | Wohnhaus                                                 | Oberste Straße 51 LageFlur: 14, Flurstück: 53 | |         | 40199 DDB  |
| weitere Bilder                                           | Wohnhaus                                                 | Oberste Straße 53 LageFlur: 14, Flurstück: 52 | |         | 40202 DDB  |
| weitere Bilder                                           | Wohnhaus                                                 | Oberste Straße 65 LageFlur: 14, Flurstück: 44 | |         | 40203 DDB  |
| weitere Bilder                                           | Wohnhaus                                                 | Rathofplatz 1 LageFlur: 14, Flurstück: 272/1 | |         | 40204 DDB  |
| weitere Bilder                                           | Wohnhaus                                                 | Rathofplatz 2 LageFlur: 14, Flurstück: 269/1 | |         | 40205 DDB  |
| weitere Bilder                                           | Wohnhaus                                                 | Rathofplatz 3 LageFlur: 14, Flurstück: 268/1 | |         | 40206 DDB  |
| weitere Bilder                                           | Gebäudegruppe                                            | Rathofplatz 5 LageFlur: 16, Flurstück: 19 | Zwei Fachwerkgebäude, ein Wirtschaftsgebäude |         | 40208 DDB  |
| weitere Bilder                                           | Sogenanntes Steinernes Haus                              | Rathofstraße 2 LageFlur: 16, Flurstück: 31/1 | Ehemaliger Burgsitz der Herren von Bischofshausen, Massivbau 1381, bis um 1500 städtisches Rathaus, Fachwerkobergeschoss 19. Jh. | 1381    | 40207 DDB  |
| weitere Bilder                                           | Wohn- und Geschäftshaus                                  | Ringau 1 LageFlur: 16, Flurstück: 8/4 | |         | 40210 DDB  |
| weitere Bilder                                           | Wohn- und Wirtschaftsgebäude                             | Ringau 5 LageFlur: 16, Flurstück: 11 | |         | 40209 DDB  |
| weitere Bilder                                           | Wohnhaus                                                 | Ringau 15 LageFlur: 16, Flurstück: 17/1 | |         | 40213 DDB  |
| Bild gesucht BW                                          | 7 Grenzsteine                                            | Roggenberg LageFlur: 9, Flurstück: 1/1 | Inschrift: HC/D 1793 |         | 41603 DDB  |
| weitere Bilder                                           | Sogenannter Brunnen vor dem Tore                         | Rothesteinstraße LageFlur: 13, Flurstück: 62/9 | |         | 40322 DDB  |
| weitere Bilder                                           | Schloss Rothestein                                       | Schloß Rothestein, Rothestein 3, Rothestein (Außerhalb der Ortslage) LageFlur: 27, 33, Flurstück: 110/1, 34/1, 34/4 | |         | 40328 DDB  |
| weitere Bilder                                           | Wohnhaus                                                 | Schulzengasse LageFlur: 15, Flurstück: 89/1 | |         | 40212 DDB  |
| weitere Bilder                                           | Wohnhaus                                                 | Schulzengasse 1 LageFlur: 15, Flurstück: 93/2 | |         | 40211 DDB  |
| weitere Bilder                                           | Wohnhaus                                                 | Schulzengasse 2 LageFlur: 15, Flurstück: 88 | |         | 40214 DDB  |
| weitere Bilder                                           | Wohnhaus                                                 | Schulzengasse 4 LageFlur: 15, Flurstück: 83 | |         | 40216 DDB  |
| weitere Bilder                                           | Wohnhaus                                                 | Schulzengasse 5 LageFlur: 15, Flurstück: 103 | |         | 40215 DDB  |
| weitere Bilder                                           | Wohnhaus                                                 | Schulzengasse 10 LageFlur: 15, Flurstück: 80 | |         | 40217 DDB  |
| weitere Bilder                                           | Wohnhaus                                                 | Schulzengasse 11 LageFlur: 15, Flurstück: 110 | |         | 40218 DDB  |
| weitere Bilder                                           | Wohnhaus                                                 | Schulzengasse 13 LageFlur: 15, Flurstück: 111 | |         | 40219 DDB  |
| weitere Bilder                                           | Wohnhaus                                                 | Schulzengasse 15 LageFlur: 15, Flurstück: 112 | |         | 40220 DDB  |
| weitere Bilder                                           | Wohnhaus                                                 | Schulzengasse 17 LageFlur: 15, Flurstück: 113 | |         | 40221 DDB  |
| weitere Bilder                                           | Wohnhaus                                                 | Schusterstraße 1 LageFlur: 15, Flurstück: 11/3 | |         | 40222 DDB  |
| weitere Bilder                                           | Wohnhaus                                                 | Schusterstraße 5, Schusterstraße 3, Marktplatz 2 LageFlur: 15, Flurstück: 10/1, 12, 9/2 | |         | 40223 DDB  |
| weitere Bilder                                           | Wohnhaus                                                 | Schusterstraße 7 LageFlur: 15, Flurstück: 13 | |         | 40224 DDB  |
| weitere Bilder                                           | Wohnhaus                                                 | Schusterstraße 9 LageFlur: 15, Flurstück: 14/1 | |         | 40225 DDB  |
| weitere Bilder                                           | Wohn- und Wirtschaftsgebäude                             | Schusterstraße 9a/11 LageFlur: 15, Flurstück: 15/2 | |         | 40226 DDB  |
| weitere Bilder                                           | Wohnhaus                                                 | Schusterstraße 10 LageFlur: 15, Flurstück: 134 | |         | 40227 DDB  |
| weitere Bilder                                           | Wohnhaus                                                 | Schusterstraße 14 LageFlur: 15, Flurstück: 130 | |         | 40228 DDB  |
| weitere Bilder                                           | Wohnhaus                                                 | Schusterstraße 16 LageFlur: 15, Flurstück: 129 | |         | 40229 DDB  |
| Wohnhaus                                                 | Wohnhaus                                                 | Schusterstraße 17 LageFlur: 15, Flurstück: 19 | |         | 40230 DDB  |
| weitere Bilder                                           | Wohnhaus                                                 | Schusterstraße 18 LageFlur: 15, Flurstück: 124 | |         | 40231 DDB  |
| weitere Bilder                                           | Wohnhaus                                                 | Schusterstraße 19 LageFlur: 15, Flurstück: 20 | |         | 40232 DDB  |
| weitere Bilder                                           | Wohnhaus                                                 | Schusterstraße 20 LageFlur: 15, Flurstück: 123 | |         | 40235 DDB  |
| weitere Bilder                                           | Wohnhaus                                                 | Schusterstraße 21 LageFlur: 15, Flurstück: 25 | |         | 40233 DDB  |
| weitere Bilder                                           | Wohnhaus                                                 | Schusterstraße 22 LageFlur: 15, Flurstück: 122 | |         | 40234 DDB  |
| weitere Bilder                                           | Wohnhaus                                                 | Schusterstraße 24 LageFlur: 15, Flurstück: 121 | |         | 40236 DDB  |
| weitere Bilder                                           | Wohnhaus                                                 | Schusterstraße 25 LageFlur: 15, Flurstück: 27 | |         | 40237 DDB  |
| weitere Bilder                                           | Wohnhaus                                                 | Schusterstraße 26 LageFlur: 15, Flurstück: 120 | |         | 40238 DDB  |
| weitere Bilder                                           | Wohnhaus                                                 | Schusterstraße 29 LageFlur: 15, Flurstück: 29 | |         | 40239 DDB  |
| weitere Bilder                                           | Wohnhaus                                                 | Schusterstraße 31 LageFlur: 15, Flurstück: 37/1 | |         | 40240 DDB  |
| weitere Bilder                                           | Wohnhaus                                                 | Schusterstraße 33 LageFlur: 15, Flurstück: 38 | |         | 40241 DDB  |
| weitere Bilder                                           | Wohnhaus                                                 | Schusterstraße 34 LageFlur: 15, Flurstück: 116 | |         | 40242 DDB  |
| weitere Bilder                                           | Wohnhaus                                                 | Schusterstraße 35 LageFlur: 15, Flurstück: 35 | |         | 40243 DDB  |
| weitere Bilder                                           | Wohnhaus                                                 | Schusterstraße 36 LageFlur: 15, Flurstück: 115 | |         | 40244 DDB  |
| weitere Bilder                                           | Wohnhaus                                                 | Schusterstraße 37 LageFlur: 15, Flurstück: 39 | | 1636    | 40245 DDB  |
| weitere Bilder                                           | Wohnhaus                                                 | Schusterstraße 41 LageFlur: 15, Flurstück: 48/6 | |         | 40957 DDB  |
| weitere Bilder                                           | Wohn- und Geschäftshaus                                  | Schusterstraße 43 LageFlur: 15, Flurstück: 48/4 | |         | 40247 DDB  |
| weitere Bilder                                           | Wohnhaus                                                 | Schusterstraße 44 LageFlur: 15, Flurstück: 75/2 | |         | 40248 DDB  |
| weitere Bilder                                           | Wohnhaus                                                 | Schusterstraße 47 LageFlur: 15, Flurstück: 52 | |         | 40246 DDB  |
| weitere Bilder                                           | Wohnhaus                                                 | Schusterstraße 49/47 LageFlur: 15, Flurstück: 52, 53 | |         | 40249 DDB  |
| weitere Bilder                                           | Wohnhaus                                                 | Schusterstraße 50 LageFlur: 15, Flurstück: 73 | |         | 40250 DDB  |
| weitere Bilder                                           | Wohnhaus                                                 | Schusterstraße 53 LageFlur: 15, Flurstück: 59 | |         | 40251 DDB  |
| weitere Bilder                                           | Wohnhaus                                                 | Schusterstraße 59 LageFlur: 15, Flurstück: 71 | |         | 40252 DDB  |
| weitere Bilder                                           | Wohnhaus                                                 | Schusterstraße 62 LageFlur: 10, Flurstück: 11/1 | |         | 40254 DDB  |
| weitere Bilder                                           | Wohnhaus                                                 | Schusterstraße 64 LageFlur: 10, Flurstück: 10 | |         | 40255 DDB  |
| weitere Bilder                                           | Wohnhaus                                                 | Schusterstraße 65 LageFlur: 14, Flurstück: 203 | |         | 40253 DDB  |
| weitere Bilder                                           | Wohnhaus                                                 | Schusterstraße 66 LageFlur: 10, Flurstück: 8 | |         | 40256 DDB  |
| weitere Bilder                                           | Wohnhaus                                                 | Schusterstraße 67 LageFlur: 14, Flurstück: 202 | |         | 40257 DDB  |
| weitere Bilder                                           | Wohnhaus                                                 | Schusterstraße 68 LageFlur: 10, Flurstück: 7 | |         | 40258 DDB  |
| weitere Bilder                                           | Wohnhaus                                                 | Schusterstraße 69 LageFlur: 14, Flurstück: 201 | |         | 40259 DDB  |
| weitere Bilder                                           | Wohnhaus                                                 | Schusterstraße 71 LageFlur: 14, Flurstück: 197 | |         | 40260 DDB  |
| weitere Bilder                                           | Wohnhaus                                                 | Schusterstraße 75 LageFlur: 14, Flurstück: 195 | |         | 40261 DDB  |
| weitere Bilder                                           | Wohn- und Wirtschaftsgebäude                             | Schusterstraße 77 LageFlur: 14, Flurstück: 192 | |         | 40262 DDB  |
| Sachgesamtheit Barockgärten: Gartenportal (A4)           | Sachgesamtheit Barockgärten: Gartenportal (A4)           | Sickenberger Straße 2 LageFlur: 13, Flurstück: 26/1 | |         | 41058 DDB  |
|                                                          |                                                          | Sickenberger Straße 2 LageFlur: 13, Flurstück: 26/1 | |         | 40321 DDB  |
| Bild gesucht BW                                          | Sachgesamtheit Barockgärten: Gartenportal (A5)           | Sickenberger Straße 5 LageFlur: 13, Flurstück: 16/1 | |         | 41059 DDB  |
| weitere Bilder                                           | Wohnhaus                                                 | Steinstraße 6 LageFlur: 10, Flurstück: 36 | |         | 40263 DDB  |
| weitere Bilder                                           | Wohnhaus                                                 | Steinstraße 9 LageFlur: 10, Flurstück: 19/2 | |         | 40266 DDB  |
| weitere Bilder                                           | Wohnhaus                                                 | Steinstraße 10 LageFlur: 10, Flurstück: 38 | |         | 40264 DDB  |
| weitere Bilder                                           | Wohnhaus                                                 | Steinstraße 12 LageFlur: 10, Flurstück: 39/1 | |         | 40265 DDB  |
| weitere Bilder                                           | Wohnhaus                                                 | Steinstraße 13 LageFlur: 10, Flurstück: 18/5 | |         | 40267 DDB  |
| weitere Bilder                                           | Wohnhaus                                                 | Steinstraße 14 LageFlur: 10, Flurstück: 40 | |         | 40268 DDB  |
| weitere Bilder                                           | Wohnhaus                                                 | Steinstraße 15 LageFlur: 10, Flurstück: 16/2 | |         | 40269 DDB  |
| weitere Bilder                                           | Wohnhaus                                                 | Steinstraße 16 LageFlur: 10, Flurstück: 41/1 | |         | 40270 DDB  |
| weitere Bilder                                           | Wohnhaus                                                 | Steinstraße 17 LageFlur: 10, Flurstück: 12/1 | |         | 40271 DDB  |
| weitere Bilder                                           | Wohnhaus                                                 | Steinstraße 19 LageFlur: 10, Flurstück: 11/1 | |         | 952637 DDB |
| Bild gesucht BW                                          | 3 Grenzsteine, Soodholz                                  | Unter der Wand LageFlur: 38, Flurstück: 16, 18, 20 | |         | 41606 DDB  |
| Bild gesucht BW                                          | Kreger'sches Jagdhaus                                    | Unterste Kirche (Außerhalb der Ortslage) LageFlur: 34, Flurstück: 37 | | 1831    | 40327 DDB  |
| Bild gesucht BW                                          | Sachgesamtheit Barockgärten: Gartenportal (A13)          | Vor dem Wahlhauser Tor (Kalkweg) LageFlur: 17, Flurstück: 20/2 | |         | 41067 DDB  |
| weitere Bilder                                           | Hospital                                                 | Wahlhauser Straße LageFlur: 17, Flurstück: 10/6, 12/2 | Ehemaliges Leprösenhospital Zum Heiligen Geist. Steinernes Hospitalgebäude mit und Reste der Umfassungsmauer mit spitzbogigem Portal, um 1340 (dendrochronologisch datiert), im 15. Jh. Abbruch des Chores, Erhöhung des Rauminneren, Wandmalereien des 14. Jhs.; zweigeschossiger Fachwerkbau 1748–1755; im Siebenjährigen Krieg Lazarett, nach Auflösung der Hospitalstiftung 1925 zum Wohnhaus umgebaut |         | 40323 DDB  |
| Bild gesucht BW                                          | Sachgesamtheit Barockgärten: Garteneinfassung (C3)       | Wahlhauser Straße, Wahlhauser Straße 5a LageFlur: 17, Flurstück: 67/4, 69/1 | |         | 41079 DDB  |
| Hospitalmühle                                            | Hospitalmühle                                            | Wahlhäuser Straße 11 LageFlur: 17, Flurstück: 5/4, 5/5, 5/9 | |         | 40324 DDB  |
| Bild gesucht BW                                          | Sachgesamtheit Barockgärten: Gartenportal (A17)          | Wahlhauser Straße 15 LageFlur: 4, Flurstück: 64/3 | |         | 41070 DDB  |
| weitere Bilder                                           | Wohnhaus                                                 | Waldisstraße 14 LageFlur: 16, Flurstück: 43/2 | |         | 40305 DDB  |
| weitere Bilder                                           | Wohnhaus                                                 | Waldisstraße 20 LageFlur: 16, Flurstück: 45/2 | |         | 40306 DDB  |
| weitere Bilder                                           | Wohnhaus                                                 | Waldisstraße 22/24 LageFlur: 16, Flurstück: 46/1, 46/2 | |         | 40307 DDB  |
| weitere Bilder                                           | Wohnhaus                                                 | Weberstraße 1 LageFlur: 14, Flurstück: 96 | | 1577    | 40273 DDB  |
| weitere Bilder                                           | Wohnhaus                                                 | Weberstraße 4 LageFlur: 14, Flurstück: 263/1 | | Um 1800 | 40274 DDB  |
| weitere Bilder                                           | Wohnhaus                                                 | Weberstraße 18 LageFlur: 14, Flurstück: 252 | |         | 40275 DDB  |
| weitere Bilder                                           | Wohnhaus                                                 | Weberstraße 20/22 LageFlur: 14, Flurstück: 251/1, 251/3 | |         | 40277 DDB  |
| weitere Bilder                                           | Wohnhaus                                                 | Weberstraße 21 LageFlur: 14, Flurstück: 115 | |         | 40276 DDB  |
| weitere Bilder                                           | Wohn- und Wirtschaftsgebäude                             | Weberstraße 23 LageFlur: 14, Flurstück: 120 | |         | 40278 DDB  |
| weitere Bilder                                           | Wohnhaus                                                 | Weberstraße 24 LageFlur: 14, Flurstück: 247 | |         | 40279 DDB  |
| weitere Bilder                                           | Wohnhaus                                                 | Weberstraße 25 LageFlur: 14, Flurstück: 123 | |         | 40280 DDB  |
| weitere Bilder                                           | Wohnhaus                                                 | Weberstraße 26 LageFlur: 14, Flurstück: 246 | |         | 40281 DDB  |
| weitere Bilder                                           | Wohnhaus                                                 | Weberstraße 27 LageFlur: 14, Flurstück: 124 | |         | 40283 DDB  |
| weitere Bilder                                           | Wohnhaus                                                 | Weberstraße 28 LageFlur: 14, Flurstück: 243 | |         | 40282 DDB  |
| weitere Bilder                                           | Wirtschaftsgebäude                                       | Weberstraße 30 LageFlur: 14, Flurstück: 242/1 | |         | 40284 DDB  |
| weitere Bilder                                           | Wohnhaus                                                 | Weberstraße 32 LageFlur: 14, Flurstück: 240 | |         | 40285 DDB  |
| weitere Bilder                                           | Wohnhaus                                                 | Weberstraße 33 LageFlur: 14, Flurstück: 131 | |         | 40286 DDB  |
| weitere Bilder                                           | Wohnhaus                                                 | Weberstraße 35 LageFlur: 14, Flurstück: 132 | |         | 40287 DDB  |
| weitere Bilder                                           | Wohnhaus                                                 | Weberstraße 37 LageFlur: 14, Flurstück: 138 | |         | 40288 DDB  |
| weitere Bilder                                           | Wohnhaus                                                 | Weberstraße 38 LageFlur: 14, Flurstück: 234 | |         | 40289 DDB  |
| weitere Bilder                                           | Wohnhaus                                                 | Weberstraße 40 LageFlur: 14, Flurstück: 233 | |         | 40290 DDB  |
| weitere Bilder                                           | Wohnhaus                                                 | Weberstraße 41 LageFlur: 14, Flurstück: 144/1 | |         | 40291 DDB  |
| weitere Bilder                                           | Wohnhaus                                                 | Weberstraße 43 LageFlur: 14, Flurstück: 145/1 | |         | 40292 DDB  |
| weitere Bilder                                           | Wohnhaus                                                 | Weberstraße 47 LageFlur: 14, Flurstück: 147/1 | |         | 40293 DDB  |
| weitere Bilder                                           | Wohnhaus                                                 | Weberstraße 48 LageFlur: 14, Flurstück: 227 | |         | 40296 DDB  |
| weitere Bilder                                           | Scheune                                                  | Weberstraße 49 (bei Oberste Straße) LageFlur: 14, Flurstück: 148 | |         | 40201 DDB  |
| weitere Bilder                                           | Wohnhaus                                                 | Weberstraße 49 LageFlur: 14, Flurstück: 148 | |         | 40294 DDB  |
| weitere Bilder                                           | Wohnhaus                                                 | Weberstraße 52 LageFlur: 14, Flurstück: 223/1 | |         | 40298 DDB  |
| weitere Bilder                                           | Wohnhaus                                                 | Weberstraße 52 LageFlur: 14, Flurstück: 223/1 | |         | 40297 DDB  |
| weitere Bilder                                           | Wohnhaus                                                 | Weberstraße 53 LageFlur: 14, Flurstück: 154 | |         | 40295 DDB  |
| weitere Bilder                                           | Wohnhaus                                                 | Weberstraße 62 LageFlur: 14, Flurstück: 214 | |         | 40299 DDB  |
| weitere Bilder                                           | Wohnhaus                                                 | Weberstraße 64 LageFlur: 14, Flurstück: 213/1 | |         | 40300 DDB  |
| weitere Bilder                                           | Wohnhaus                                                 | Weberstraße 76 LageFlur: 14, Flurstück: 169/1 | |         | 40303 DDB  |
| weitere Bilder                                           | Wohnhaus                                                 | Weberstraße 78 LageFlur: 14, Flurstück: 173/1 | |         | 40301 DDB  |
| weitere Bilder                                           | Wohnhaus                                                 | Weberstraße 95 LageFlur: 14, Flurstück: 22 | |         | 40302 DDB  |
| Bild gesucht BW                                          | Wegweiser                                                | Außerhalb Ortslage Lage | |         | 41620 DDB  |
| Direkt Bild zu diesem Denkmal hochladen                  | 24 Grenzsteine, Soodholz                                 | Außerhalb Ortslage | Inschrift: ASG/VBH 1789 |         | 41608 DDB  |
| Direkt Bild zu diesem Denkmal hochladen                  | 1 Grenzstein, Soodholz                                   | Außerhalb Ortslage | Inschrift: FL 1771 |         | 41605 DDB  |
| Direkt Bild zu diesem Denkmal hochladen                  | 8 Grenzsteine                                            | Außerhalb Ortslage | Inschrift: HR/D / 1728/1730 |         | 41598 DDB  |
| Direkt Bild zu diesem Denkmal hochladen                  | Rotenburger Quart, 8 Grenzsteine (6)                     | Außerhalb Ortslage | Inschrift: HC/HR |         | 41668 DDB  |

### Sooden
| Bild                                          | Bezeichnung                                    | Lage                                                                                    | Beschreibung                                                                                | Bauzeit | Objekt-Nr. |
| --------------------------------------------- | ---------------------------------------------- | --------------------------------------------------------------------------------------- | ------------------------------------------------------------------------------------------- | ------- | ---------- |
| weitere Bilder                                | Sachgesamtheit Bahnhof                         | Am Bahnhof, Am Bahnhof 5 LageFlur: 8, Flurstück: 35/20, 36/14                           | Empfangsgebäude des Bahnhofs 1876–1878, Lagerschuppen, Gebäude der ehemaligen Bahnmeisterei |         | 40858 DDB  |
| Brunnenhaus                                   | Brunnenhaus                                    | Am Balzerborn LageFlur: 54, Flurstück: 106                                              |                                                                                             |         | 40859 DDB  |
| Bild gesucht BW                               | Wohnhaus                                       | Am Berge 2 LageFlur: 58, Flurstück: 135                                                 |                                                                                             |         | 40753 DDB  |
| weitere Bilder                                | Wohnhaus                                       | Am Graben 2 LageFlur: 58, Flurstück: 153                                                |                                                                                             |         | 40754 DDB  |
| weitere Bilder                                | Wohnhaus                                       | Am Graben 3 LageFlur: 58, Flurstück: 154                                                |                                                                                             |         | 40755 DDB  |
| Bild gesucht BW                               | Wohnhaus                                       | Am Graben 4 LageFlur: 58, Flurstück: 124/3                                              |                                                                                             |         | 40756 DDB  |
| Bild gesucht BW                               | Wohnhaus                                       | Am Graben 5 LageFlur: 58, Flurstück: 155                                                |                                                                                             |         | 40757 DDB  |
| Wohnhaus                                      | Wohnhaus                                       | Am Graben 6 LageFlur: 58, Flurstück: 156                                                |                                                                                             |         | 40758 DDB  |
| Wohnhaus                                      | Wohnhaus                                       | Am Graben 7 LageFlur: 58, Flurstück: 157                                                |                                                                                             |         | 40759 DDB  |
| weitere Bilder                                | Hotelanlage                                    | Am Haintor 2, Am Haintor LageFlur: 58, Flurstück: 11/2, 79/3                            |                                                                                             |         | 40762 DDB  |
| weitere Bilder                                | Villa                                          | Am Haintor 4 LageFlur: 58, Flurstück: 16/5                                              |                                                                                             |         | 40763 DDB  |
| weitere Bilder                                | Villa                                          | Am Haintor 5 LageFlur: 59, Flurstück: 33/3                                              |                                                                                             |         | 40848 DDB  |
| weitere Bilder                                | Villa                                          | Am Haintor 8 LageFlur: 58, Flurstück: 14/5                                              |                                                                                             | 1886    | 40849 DDB  |
| Villa                                         | Villa                                          | Am Haintor 9 LageFlur: 60, Flurstück: 180/1                                             |                                                                                             | 1888    | 40847 DDB  |
| weitere Bilder                                | Villa                                          | Am Haintor 10 LageFlur: 58, Flurstück: 13/5                                             |                                                                                             | 1888    | 40850 DDB  |
| weitere Bilder                                | Villa                                          | Am Haintor 17 LageFlur: 60, Flurstück: 163/2                                            |                                                                                             |         | 40851 DDB  |
| Bild gesucht BW                               | Villa                                          | Am Haintor 20 LageFlur: 60, Flurstück: 182/3                                            |                                                                                             | 1900    | 40852 DDB  |
| weitere Bilder                                | Villa                                          | Am Haintor 22 LageFlur: 60, Flurstück: 183/1                                            |                                                                                             |         | 40853 DDB  |
| weitere Bilder                                | Villa                                          | Am Haintor 24 LageFlur: 60, Flurstück: 185/2                                            |                                                                                             | 1902    | 40854 DDB  |
| weitere Bilder                                | Villa                                          | Am Hegeberg 1 LageFlur: 58, Flurstück: 121/1                                            |                                                                                             |         | 40764 DDB  |
| Bild gesucht BW                               | Villa Pfusch & Benning                         | Am Hegeberg 2 LageFlur: 58, Flurstück: 177/3                                            |                                                                                             |         | 40765 DDB  |
| weitere Bilder                                | Wohnhaus                                       | Am Steinborn 3 LageFlur: 58, Flurstück: 189/3                                           |                                                                                             |         | 40766 DDB  |
| weitere Bilder                                | Wohnhaus                                       | Am Steinborn 7 LageFlur: 58, Flurstück: 180                                             |                                                                                             |         | 40767 DDB  |
| weitere Bilder                                | Wohnhaus                                       | Am Steinborn 9 LageFlur: 58, Flurstück: 177/1                                           |                                                                                             |         | 40768 DDB  |
| weitere Bilder                                | Wohnhaus                                       | Am Steinborn 10 LageFlur: 58, Flurstück: 175/1                                          |                                                                                             |         | 40769 DDB  |
| weitere Bilder                                | Wohnhaus                                       | Am Steinborn 11 LageFlur: 58, Flurstück: 172/2                                          |                                                                                             |         | 40770 DDB  |
| weitere Bilder                                | Wohnhaus                                       | Am Tor 1/2 LageFlur: 58, Flurstück: 29/2, 29/3                                          |                                                                                             |         | 40772 DDB  |
| weitere Bilder                                | Gasthaus                                       | Am Tor 3 LageFlur: 58, Flurstück: 31/1                                                  |                                                                                             |         | 40774 DDB  |
| weitere Bilder                                | Wohnhaus mit Tordurchfahrt (östliches Gebäude) | Am Tor 4 LageFlur: 58, Flurstück: 34/1                                                  |                                                                                             |         | 40773 DDB  |
| weitere Bilder                                | Gasthaus (westliches Gebäude)                  | Am Tor 4 LageFlur: 58, Flurstück: 34/1                                                  |                                                                                             |         | 40775 DDB  |
| weitere Bilder                                | Gartenhaus                                     | An den Soleteichen LageFlur: 60, Flurstück: 171/4                                       |                                                                                             |         | 40860 DDB  |
| weitere Bilder                                | Villa                                          | An den Soleteichen 2 LageFlur: 60, Flurstück: 158/1                                     |                                                                                             | 1927    | 40861 DDB  |
| Kinderheim                                    | Kinderheim                                     | Balzerbornweg 2 LageFlur: 59, Flurstück: 86/4                                           |                                                                                             | 1885    | 40862 DDB  |
| weitere Bilder                                | Haus Ingeborg                                  | Berliner Straße 1 LageFlur: 60, Flurstück: 162/3                                        |                                                                                             | 1927    | 40863 DDB  |
| Villa                                         | Villa                                          | Berliner Straße 5 LageFlur: 60, Flurstück: 82/1                                         |                                                                                             |         | 40864 DDB  |
| weitere Bilder                                | Doppelvilla                                    | Bismarckstraße 2/4 LageFlur: 60, Flurstück: 190/6, 192/7                                |                                                                                             |         | 40855 DDB  |
| Wohnhaus                                      | Wohnhaus                                       | Bismarckstraße 8 LageFlur: 60, Flurstück: 184/1                                         |                                                                                             |         | 40856 DDB  |
| weitere Bilder                                | Ehemaliges Hotel Gold                          | Brunnenplatz 2 LageFlur: 58, Flurstück: 207/1                                           |                                                                                             |         | 40776 DDB  |
| weitere Bilder                                | Wohnhaus                                       | Brunnenplatz 4 LageFlur: 58, Flurstück: 202/2                                           |                                                                                             |         | 40777 DDB  |
| weitere Bilder                                | Wohnhaus                                       | Brunnenplatz 6/8 LageFlur: 58, Flurstück: 198/3, 361/2                                  |                                                                                             |         | 40778 DDB  |
| weitere Bilder                                | Wohnhaus                                       | Brunnenplatz 10 LageFlur: 58, Flurstück: 358/2                                          |                                                                                             |         | 40779 DDB  |
| weitere Bilder                                | Wohnhaus                                       | Brunnenstraße 2 LageFlur: 58, Flurstück: 220                                            |                                                                                             | Um 1800 | 40781 DDB  |
| weitere Bilder                                | Wohnhaus                                       | Brunnenstraße 4 LageFlur: 58, Flurstück: 219                                            |                                                                                             | Um 1780 | 40782 DDB  |
| weitere Bilder                                | Wohnhaus                                       | Brunnenstraße 6 LageFlur: 58, Flurstück: 218                                            |                                                                                             |         | 40783 DDB  |
| weitere Bilder                                | Wohnhaus                                       | Brunnenstraße 10 LageFlur: 58, Flurstück: 216                                           |                                                                                             |         | 40784 DDB  |
| weitere Bilder                                | Wohnhaus                                       | Brunnenstraße 12 LageFlur: 58, Flurstück: 215                                           |                                                                                             |         | 40785 DDB  |
| weitere Bilder                                | Wohnhaus                                       | Brunnenstraße 14 LageFlur: 58, Flurstück: 214/1                                         |                                                                                             | 1764    | 40786 DDB  |
| weitere Bilder                                | Forsthaus Halbemark                            | Forsthaus Halbemark LageFlur: 55, Flurstück: 34/1                                       |                                                                                             |         | 40875 DDB  |
| weitere Bilder                                | Villa                                          | Große Hainstraße 4 LageFlur: 60, Flurstück: 176/3                                       |                                                                                             |         | 40867 DDB  |
| weitere Bilder                                | Villa                                          | Große Hainstraße 8 LageFlur: 60, Flurstück: 170/3                                       |                                                                                             |         | 40869 DDB  |
| weitere Bilder                                | Steintisch                                     | Hainbachwiesen 12 LageFlur: 60, Flurstück: 206/9                                        | Steintisch mit zwei Steinbänken                                                             | 1826    | 40866 DDB  |
| Bild gesucht BW                               | Wohnhaus                                       | Hedwig-Lange-Weg 1 LageFlur: 59, Flurstück: 96/2                                        |                                                                                             |         | 40868 DDB  |
| Bild gesucht BW                               | Wohnhaus                                       | Hedwig-Lange-Weg 2 LageFlur: 59, Flurstück: 102/5                                       |                                                                                             |         | 40870 DDB  |
| Bild gesucht BW                               | Wohnhaus                                       | Hedwig-Lange-Weg 4 LageFlur: 59, Flurstück: 102/6                                       |                                                                                             |         | 40871 DDB  |
| Wohnhaus                                      | Wohnhaus                                       | Hilberlachestraße 7 LageFlur: 51, Flurstück: 58/1                                       |                                                                                             |         | 40872 DDB  |
| weitere Bilder                                | Wohnhaus                                       | Kirchweg 3 LageFlur: 58, Flurstück: 101/2                                               |                                                                                             |         | 40787 DDB  |
| weitere Bilder                                | Wohnhaus                                       | Kirchweg 4 LageFlur: 58, Flurstück: 103/5                                               |                                                                                             |         | 40788 DDB  |
| weitere Bilder                                | Wohnhaus                                       | Kirchweg 5 LageFlur: 58, Flurstück: 105/2                                               |                                                                                             |         | 40789 DDB  |
| weitere Bilder                                | Ehemaliges Pfarrhaus                           | Kirchweg 7/8 LageFlur: 58, Flurstück: 115/1, 118                                        |                                                                                             |         | 40790 DDB  |
| weitere Bilder                                | Villa, Pfarrhaus                               | Kirchweg 9 LageFlur: 58, Flurstück: 119                                                 |                                                                                             |         | 40791 DDB  |
| weitere Bilder                                | Evangelische Marienkirche                      | Kirchweg 10 LageFlur: 58, Flurstück: 107/3                                              |                                                                                             |         | 40792 DDB  |
| Bild gesucht BW                               | Wohnhaus                                       | Kurhausstraße 4 LageFlur: 58, Flurstück: 264                                            |                                                                                             |         | 40793 DDB  |
| weitere Bilder                                | Wohnhaus                                       | Kurhausstraße 7 LageFlur: 58, Flurstück: 261/1                                          |                                                                                             |         | 40794 DDB  |
| weitere Bilder                                | Ehemaliges Kurmittelhaus                       | Kurhausstraße 8, Lange Reihe, Kurhausstraße LageFlur: 58, Flurstück: 260, 300/14, 386/2 |                                                                                             | 1905/06 | 40795 DDB  |
| weitere Bilder                                | Hotel                                          | Landgrafenstraße 1 LageFlur: 58, Flurstück: 315/8, 315/9                                |                                                                                             |         | 40800 DDB  |
| weitere Bilder                                | Ehemaliges Zollhaus                            | Landgraf-Philipp-Platz 1 LageFlur: 58, Flurstück: 300/14                                |                                                                                             | 1631    | 40796 DDB  |
| weitere Bilder                                | Salzamt                                        | Landgraf-Philipp-Platz 2 LageFlur: 58, Flurstück: 300/14                                | Ehemaliges Salzamt, heute Kurverwaltung                                                     | 1782    | 40797 DDB  |
| weitere Bilder                                | Wohnhaus                                       | Landgraf-Philipp-Platz 4 LageFlur: 58, Flurstück: 321/2                                 |                                                                                             | Um 1900 | 40798 DDB  |
| weitere Bilder                                | Wohnhaus                                       | Landgraf-Philipp-Platz 6 LageFlur: 58, Flurstück: 269                                   |                                                                                             |         | 40799 DDB  |
| weitere Bilder                                | Wohn- und Geschäftshaus                        | Lange Reihe 1 LageFlur: 58, Flurstück: 327/1                                            |                                                                                             |         | 40801 DDB  |
| weitere Bilder                                | Wohnhaus                                       | Lange Reihe 2 LageFlur: 58, Flurstück: 329/1                                            |                                                                                             |         | 40802 DDB  |
| weitere Bilder                                | Wohnhaus                                       | Lange Reihe 5 LageFlur: 58, Flurstück: 335/4                                            |                                                                                             |         | 40803 DDB  |
| weitere Bilder                                | Wohn- und Geschäftshaus                        | Lange Reihe 6 LageFlur: 58, Flurstück: 337/2                                            |                                                                                             |         | 40804 DDB  |
| weitere Bilder                                | Wohn- und Geschäftshaus                        | Lange Reihe 7 LageFlur: 58, Flurstück: 339/1                                            |                                                                                             |         | 40805 DDB  |
| weitere Bilder                                | Wohnhaus                                       | Lange Reihe 8 LageFlur: 58, Flurstück: 341/1                                            |                                                                                             |         | 40806 DDB  |
| weitere Bilder                                | Wohn- und Geschäftshaus                        | Lange Reihe 9 LageFlur: 58, Flurstück: 343/2                                            |                                                                                             |         | 40807 DDB  |
| weitere Bilder                                | Wohn- und Geschäftshaus                        | Lange Reihe 12 LageFlur: 58, Flurstück: 349/1                                           |                                                                                             |         | 40808 DDB  |
| weitere Bilder                                | Wohn- und Geschäftshaus                        | Lange Reihe 13 LageFlur: 58, Flurstück: 350/2                                           |                                                                                             |         | 40809 DDB  |
| weitere Bilder                                |                                                | Lange Reihe 14 LageFlur: 58, Flurstück: 354/9                                           |                                                                                             |         | 40810 DDB  |
| weitere Bilder                                | Brunnen                                        | Lange Reihe (Brunnenplatz) LageFlur: 58, Flurstück: 386/2                               |                                                                                             |         | 40780 DDB  |
| Gartenhaus                                    | Gartenhaus                                     | Lohbachweg 2 LageFlur: 59, Flurstück: 94/7                                              |                                                                                             |         | 40873 DDB  |
| weitere Bilder                                | Wohnhaus                                       | Obere Bergstraße 1 LageFlur: 58, Flurstück: 111/1                                       |                                                                                             |         | 40811 DDB  |
| weitere Bilder                                | Wohnhaus                                       | Obere Bergstraße 2 LageFlur: 58, Flurstück: 113/1                                       |                                                                                             | 1769    | 40812 DDB  |
| weitere Bilder                                | Wohnhaus                                       | Obere Bergstraße 3, Martinsplatz 1 LageFlur: 58, Flurstück: 116/1, 117/1                |                                                                                             |         | 40813 DDB  |
| weitere Bilder                                | Wohnhaus                                       | Obere Bergstraße 4, Obere Bergstraße LageFlur: 58, Flurstück: 142/1, 394/8              |                                                                                             |         | 40814 DDB  |
| weitere Bilder                                | Wohnhaus                                       | Obere Bergstraße 5 LageFlur: 58, Flurstück: 140/1                                       |                                                                                             |         | 40815 DDB  |
| weitere Bilder                                | Wohnhaus                                       | Obere Bergstraße 8 LageFlur: 58, Flurstück: 137/3                                       |                                                                                             |         | 40817 DDB  |
| weitere Bilder                                | Wohnhaus                                       | Obere Bergstraße 9 LageFlur: 58, Flurstück: 127/5                                       |                                                                                             |         | 40816 DDB  |
| weitere Bilder                                | Fachwerkgebäude                                | Rhenanusplatz 1 LageFlur: 58, Flurstück: 1/3                                            |                                                                                             |         | 40818 DDB  |
| weitere Bilder                                | Hotelkomplex                                   | Rhenanusplatz 1 (vormals Am Haintor 1) LageFlur: 58, Flurstück: 1/3                     |                                                                                             |         | 40761 DDB  |
| weitere Bilder                                | Wohnhaus                                       | Rhenanusplatz 4 LageFlur: 58, Flurstück: 87/1                                           |                                                                                             |         | 40819 DDB  |
| weitere Bilder                                | Wohnhaus                                       | Rhenanusplatz 7 LageFlur: 58, Flurstück: 93/3                                           |                                                                                             |         | 40820 DDB  |
| weitere Bilder                                | Wohnhaus                                       | Rhenanusplatz 8 LageFlur: 58, Flurstück: 95/1                                           |                                                                                             | Um 1900 | 40821 DDB  |
| weitere Bilder                                | Friedhofshalle                                 | Rosenstraße LageFlur: 58, Flurstück: 19/17                                              |                                                                                             |         | 40825 DDB  |
| weitere Bilder                                | Södertor                                       | Rosenstraße 1 LageFlur: 58, Flurstück: 28/1                                             |                                                                                             | 1704/05 | 40771 DDB  |
| weitere Bilder                                | Wohn- und Lagergebäude                         | Rosenstraße 1/3, Am Tor 1 LageFlur: 58, Flurstück: 28/1, 29/2                           |                                                                                             |         | 40822 DDB  |
| weitere Bilder                                | Am Gradierwerk                                 | Rosenstraße 2, Am Gradierwerk LageFlur: 6, 59, Flurstück: 36/3, 57/1, 58/3              | Gradierwerk, Badehaus                                                                       | 1638    | 40760 DDB  |
| weitere Bilder                                | Wohnhaus                                       | Rosenstraße 5 LageFlur: 58, Flurstück: 27/2                                             |                                                                                             | 1838    | 40823 DDB  |
| weitere Bilder                                | Villa                                          | Rosenstraße 8 LageFlur: 59, Flurstück: 45/1                                             |                                                                                             | 1920    | 40857 DDB  |
| weitere Bilder                                |                                                | Rosenstraße 9 LageFlur: 58, Flurstück: 23/4                                             |                                                                                             |         | 40824 DDB  |
| Ehemaliges Wirtschaftsgebäude, jetzt Wohnhaus | Ehemaliges Wirtschaftsgebäude, jetzt Wohnhaus  | Untere Bergstraße 2 LageFlur: 58, Flurstück: 170/7                                      |                                                                                             |         | 40826 DDB  |
| weitere Bilder                                | Wohnhaus                                       | Untere Bergstraße 3 LageFlur: 58, Flurstück: 168                                        |                                                                                             |         | 40827 DDB  |
| weitere Bilder                                | Wohnhaus                                       | Untere Bergstraße 5 LageFlur: 58, Flurstück: 165/1                                      |                                                                                             |         | 40828 DDB  |
| weitere Bilder                                | Wohnhaus                                       | Untere Bergstraße 8 LageFlur: 58, Flurstück: 162                                        |                                                                                             |         | 40829 DDB  |
| weitere Bilder                                | Wohnhaus                                       | Untere Bergstraße 9 LageFlur: 58, Flurstück: 161/7                                      |                                                                                             |         | 40830 DDB  |
| weitere Bilder                                | Wohnhaus                                       | Untere Bergstraße 11 LageFlur: 58, Flurstück: 150                                       |                                                                                             |         | 40831 DDB  |
| weitere Bilder                                | Wohnhaus                                       | Untere Bergstraße 12 LageFlur: 58, Flurstück: 149                                       |                                                                                             |         | 40832 DDB  |
| weitere Bilder                                | Wohnhaus                                       | Untere Bergstraße 13 LageFlur: 58, Flurstück: 148                                       |                                                                                             |         | 40833 DDB  |
| weitere Bilder                                | Wohnhaus                                       | Untere Bergstraße 15 LageFlur: 58, Flurstück: 222/5                                     |                                                                                             |         | 40834 DDB  |
| weitere Bilder                                | Wohnhaus                                       | Weinreihe 1 LageFlur: 58, Flurstück: 35/1                                               |                                                                                             |         | 40835 DDB  |
| weitere Bilder                                | Wohnhaus                                       | Weinreihe 2 LageFlur: 58, Flurstück: 36                                                 |                                                                                             |         | 40836 DDB  |
| Wohnhaus                                      | Wohnhaus                                       | Weinreihe 3 LageFlur: 58, Flurstück: 37                                                 |                                                                                             |         | 40837 DDB  |
| Wohnhaus                                      | Wohnhaus                                       | Weinreihe 4 LageFlur: 58, Flurstück: 38                                                 |                                                                                             |         | 40838 DDB  |
| weitere Bilder                                | Wohnhaus                                       | Weinreihe 5 LageFlur: 58, Flurstück: 39/4                                               |                                                                                             |         | 40839 DDB  |
| weitere Bilder                                | Wohnhaus                                       | Weinreihe 7 LageFlur: 58, Flurstück: 44/2                                               |                                                                                             |         | 40840 DDB  |
| weitere Bilder                                | Wohn- und Geschäftshaus                        | Weinreihe 9 LageFlur: 58, Flurstück: 48/1                                               |                                                                                             |         | 40841 DDB  |
| weitere Bilder                                | Wohnhaus                                       | Weinreihe 20 LageFlur: 58, Flurstück: 71/1                                              |                                                                                             |         | 40842 DDB  |
| weitere Bilder                                | Ehemaliges Postamt                             | Wendischer Markt 1 LageFlur: 58, Flurstück: 224/6                                       |                                                                                             |         | 40843 DDB  |
| weitere Bilder                                | Wohnhaus                                       | Wendischer Markt 4 LageFlur: 58, Flurstück: 145                                         |                                                                                             |         | 40844 DDB  |
| weitere Bilder                                | Wohnhaus und Wirtschaftsgebäude                | Wendischer Markt 5 LageFlur: 58, Flurstück: 228                                         |                                                                                             |         | 40845 DDB  |
| weitere Bilder                                | Villa                                          | Westerburgstraße 2 LageFlur: 59, Flurstück: 32/6                                        |                                                                                             |         | 40874 DDB  |

## Kulturdenkmäler außerhalb der Kernstadt
siehe Liste der Kulturdenkmäler in Bad Sooden-Allendorf außerhalb der Kernstadt

## Ehemalige Kulturdenkmäler
| Bild            | Bezeichnung        | Lage                                                       | Beschreibung                                     | Bauzeit | Objekt-Nr. |
| --------------- | ------------------ | ---------------------------------------------------------- | ------------------------------------------------ | ------- | ---------- |
| Bild gesucht BW | Streckhof          | Hilgershausen, Im Winkel 1 LageFlur: 5, Flurstück: 198/1   | Ehemals Einzeldenkmal, jetzt Gesamtanlagenobjekt |         | 876078     |
| Bild gesucht BW | Hofanlage          | Kammerbach, Kasseler Straße 2 LageFlur: 7, Flurstück: 75   | Gesamtanlagenobjekt                              |         | 876250     |
| Bild gesucht BW | Streckhof          | Kammerbach, Kasseler Straße 6 LageFlur: 7, Flurstück: 79/1 |                                                  |         |            |
| Bild gesucht BW | Streckhof          | Kammerbach, Kohlenstraße 8 LageFlur: 7, Flurstück: 105/1   | Gesamtanlagenobjekt                              |         | 876272     |
| Bild gesucht BW | Tagelöhnerhaus     | Kleinvach, Hörnestraße 16 LageFlur: 2, Flurstück: 62/3     | Ehemals Einzeldenkmal, jetzt Gesamtanlagenobjekt |         | 957194     |
| Bild gesucht BW | Wirtschaftsgebäude | Oberrieden, Lindenstraße 6 LageFlur: 3, Flurstück: 188/1   |                                                  |         |            |
| Bild gesucht BW | Wohnhaus           | Orferode, Dohlsbachstraße 5 LageFlur: 8, Flurstück: 26/1   | Ehemals Einzeldenkmal, jetzt Gesamtanlagenobjekt |         | 876203     |
| Dorfteich       | Dorfteich          | Orferode, Außerhalb der Ortslage LageFlur: 7, Flurstück: 1 |                                                  |         |            |

## Abgegangene Kulturdenkmäler
| Bild            | Bezeichnung        | Lage                                                     | Beschreibung | Bauzeit | Objekt-Nr. |
| --------------- | ------------------ | -------------------------------------------------------- | ------------ | ------- | ---------- |
| Bild gesucht BW | Wohnhaus           | Ellershausen, Landstraße 14 LageFlur: 1, Flurstück: 4/1  | abgerissen   |         |            |
| Bild gesucht BW | Wohnhaus           | Kleinvach, Hörnestraße 2 LageFlur: 2, Flurstück: 75/3    |              |         |            |
| Bild gesucht BW | Ehemaliges Gaswerk | Sooden, Berliner Straße 6 LageFlur: 60, Flurstück: 208/5 | abgerissen   |         |            |